# 八不罕
八不罕（?—?），元泰定帝也孫鐵木兒的皇后，又作八八罕，蒙古弘吉剌氏。
她的父亲是按陈的孙子斡留察兒。初为晋王也孙铁木儿王妃。泰定元年（1324年）三月被册立为皇后。致和元年（1328年），泰定帝在上都（今内蒙古正蓝旗东闪电河北岸）驾崩，他与大臣倒剌沙扶立泰定帝与八不罕皇后之子阿剌吉八即位，即元天顺帝，八不罕为太后摄政。不久，大臣燕铁木儿在大都发动政变，拥立元武宗海山的次子怀王图贴睦尔为帝，是为元文宗，同年十月，上都兵败。战争之后，天顺帝不知所终，八不罕太后与泰定帝的后妃统统被燕铁木儿纳为妻妾。后被安置于东安州，不久遇害。

## 延伸阅读
[在维基数据编辑]
 《元史·卷114》，出自宋濂《元史》
 《新元史/卷104》，出自柯劭忞《新元史》